# قولقتی
قولقتی (به لاتین: Qolqəti) یک منطقه مسکونی در جمهوری آذربایجان است که در شهرستان آق‌داش واقع شده‌است. قولقتی ۱۰۸۳ نفر جمعیت دارد.